# Hedychridium monochroum
Hedychridium monochroum é uma espécie de insetos himenópteros, mais especificamente de vespas pertencente à família Chrysididae.
A autoridade científica da espécie é Du Buysson, tendo sido descrita no ano de 1888.
Trata-se de uma espécie presente no território português.